# Berbegal
Berbegal település Spanyolországban, Huesca tartományban. Berbegal Torres de Alcanadre, Laperdiguera, Laluenga, Barbastro, Ilche és Peralta de Alcofea községekkel határos. Lakosainak száma 325 fő (2024).

## Népesség
A település lakosságának változását az alábbi diagram mutatja:
| Lakosok száma | 464  | 459  | 465  | 450  | 417  | 391  | 363  | 347  | 308  | 325  |
|               | 2001 | 2004 | 2006 | 2009 | 2011 | 2014 | 2016 | 2019 | 2021 | 2024 |